# Sault Ste. Marie Canal
Sault Ste. Marie Canal är en kanal i Kanada.   Den ligger i distriktet Algoma och provinsen Ontario, i den sydöstra delen av landet, 700 km väster om huvudstaden Ottawa.
Omgivningarna runt Sault Ste. Marie Canal är en mosaik av jordbruksmark och naturlig växtlighet. Runt Sault Ste. Marie Canal är det glesbefolkat, med 10 invånare per kvadratkilometer.